# 200 mètres dos féminin aux championnats du monde de natation 2024
Cet article traite de l'épreuve féminine. Pour la compétition masculine, voir 200 mètres dos masculin aux championnats du monde de natation 2024.
Le 200 mètres dos féminin est une épreuve de natation sportive des championnats du monde de natation 2024. Elle a lieu les 16 et 17 février 2024 à Doha au Qatar.

## Records
Avant cette compétition, les records dans cette discipline étaient :
| Record du monde       | 2 min 3 s 14 | Kaylee McKeown | 10 mars 2023    | Sydney, Australie     |
| Record du championnat | 2 min 3 s 35 | Regan Smith    | 26 juillet 2019 | Gwangju, Corée du Sud |

## Résultats détaillés
Les 16 meilleurs temps se qualifient pour les demi-finales (Q), puis les 8 meilleurs demi-finalistes passent en finale (F).

### Séries
| Rang | Série | Ligne | Nageuse               | Pays | Temps   | Commentaire |
| ---- | ----- | ----- | --------------------- | --- | ------- | ----------- |
| 1    | 4     | 4     | Claire Curzan         | États-Unis                                                                                                  | 2:10.50 | Q           |
| 2    | 2     | 4     | Jaclyn Barclay        | Australie                                                                                                   | 2:10.82 | Q           |
| 3    | 2     | 2     | Gabriela Georgieva    | Bulgarie | 2:10.86 | Q           |
| 4    | 4     | 5     | Eszter Szabó-Feltóthy | Hongrie | 2:10.95 | Q           |
| 5    | 4     | 3     | Anastasiya Shkurdai   | NIAWorld Aquatics : Neutral Independent Athletes (athlète neutre indépendant) athlètes neutres indépendants | 2:11.34 | Q           |
| 6    | 3     | 6     | Dóra Molnár           | Hongrie | 2:11.35 | Q           |
| 7    | 3     | 5     | Laura Bernat          | Pologne | 2:11.51 | Q           |
| 8    | 2     | 5     | Adela Piskorska       | Pologne | 2:11.65 | Q           |
| 9    | 3     | 2     | Anastasia Gorbenko    | Israël | 2:11.78 | Q           |
| 10   | 4     | 7     | Sun Mingxia           | Chine | 2:11.79 | Q           |
| 11   | 3     | 4     | Freya Colbert         | Royaume-Uni                                                                                                 | 2:12.08 | Q           |
| 12   | 4     | 6     | África Zamorano       | Espagne | 2:12.55 | Q           |
| 13   | 2     | 3     | Lilla Bognar          | États-Unis                                                                                                  | 2:12.56 | Q           |
| 14   | 2     | 6     | Ingrid Wilm           | Canada | 2:12.67 | Q           |
| 15   | 4     | 2     | Cindy Cheung          | Hong Kong                                                                                                   | 2:13.11 | Q           |
| 16   | 3     | 7     | Hannah Pearse         | Afrique du Sud                                                                                              | 2:13.26 | Q           |
| 17   | 2     | 7     | Maria Godden          | Irlande | 2:13.30 |             |
| 18   | 3     | 3     | Camila Rebelo         | Portugal | 2:13.33 |             |
| 19   | 3     | 1     | Xeniya Ignatova       | Kazakhstan                                                                                                  | 2:14.22 |             |
| 20   | 4     | 1     | Kristen Romano        | Porto Rico                                                                                                  | 2:14.46 |             |
| 21   | 4     | 8     | Chua Xiandi           | Philippines                                                                                                 | 2:15.01 |             |
| 22   | 2     | 1     | Kim Seung-won         | Corée du Sud                                                                                                | 2:17.16 |             |
| 23   | 2     | 8     | Janja Šegel           | Slovénie | 2:17.31 |             |
| 24   | 2     | 0     | Celina Márquez        | Salvador | 2:18.69 |             |
| 25   | 3     | 8     | Alexia Sotomayor      | Pérou | 2:20.05 |             |
| 26   | 4     | 0     | Natalia Zaiteva       | Moldavie | 2:20.07 |             |
| 27   | 3     | 0     | Carolina Cermelli     | Panama | 2:20.33 |             |
| 28   | 4     | 9     | Andrea Becali         | Cuba | 2:21.54 |             |
| 29   | 1     | 4     | Ariana Dirkzwager     | Laos | 2:24.69 |             |
| 30   | 1     | 5     | Jessica Humphrey      | Namibie | 2:26.07 |             |
| 31   | 3     | 9     | Ganga Senavirathne    | Sri Lanka                                                                                                   | 2:29.23 |             |
| 32   | 1     | 3     | Aynura Primova        | Turkménistan                                                                                                | 2:33.02 |             |

### Demi-finales
| Rang | Série | Ligne | Nageuse               | Pays | Temps   | Commentaire |
| ---- | ----- | ----- | --------------------- | --- | ------- | ----------- |
| 1    | 2     | 4     | Claire Curzan         | États-Unis                                                                                                  | 2:07.01 | F           |
| 2    | 1     | 4     | Jaclyn Barclay        | Australie                                                                                                   | 2:08.85 | F           |
| 3    | 1     | 5     | Eszter Szabó-Feltóthy | Hongrie | 2:09.42 | F           |
| 4    | 2     | 3     | Anastasiya Shkurdai   | NIAWorld Aquatics : Neutral Independent Athletes (athlète neutre indépendant) athlètes neutres indépendants | 2:09.76 | F           |
| 5    | 2     | 5     | Gabriela Georgieva    | Bulgarie | 2:09.95 | F           |
| 6    | 2     | 6     | Laura Bernat          | Pologne | 2:10.00 | F           |
| 7    | 1     | 3     | Dóra Molnár           | Hongrie | 2:10.31 | F           |
| 8    | 2     | 7     | Freya Colbert         | Royaume-Uni                                                                                                 | 2:10.67 | F           |
| 9    | 2     | 2     | Anastasia Gorbenko    | Israël | 2:10.94 |             |
| 10   | 2     | 1     | Lilla Bognar          | États-Unis                                                                                                  | 2:11.26 |             |
| 11   | 1     | 7     | África Zamorano       | Espagne | 2:11.44 |             |
| 12   | 1     | 6     | Adela Piskorska       | Pologne | 2:11.57 |             |
| 13   | 1     | 1     | Ingrid Wilm           | Canada | 2:11.88 |             |
| 14   | 1     | 2     | Sun Mingxia           | Chine | 2:12.07 |             |
| 15   | 1     | 8     | Hannah Pearse         | Afrique du Sud                                                                                              | 2:13.29 |             |
| 16   | 2     | 8     | Cindy Cheung          | Hong Kong                                                                                                   | 2:13.85 |             |

### Finale
| Rang               | Ligne | Nageuse               | Pays | Temps         |
| ------------------ | ----- | --------------------- | --- | ------------- |
| Médaille d'or      | 4     | Claire Curzan         | États-Unis                                                                                                  | 2 min 5 s 77  |
| Médaille d'argent  | 5     | Jaclyn Barclay        | Australie                                                                                                   | 2 min 7 s 03  |
| Médaille de bronze | 6     | Anastasiya Shkurdai   | NIAWorld Aquatics : Neutral Independent Athletes (athlète neutre indépendant) athlètes neutres indépendants | 2 min 9 s 08  |
| 4                  | 3     | Eszter Szabo-Feltothy | Hongrie | 2 min 9 s 76  |
| 5                  | 7     | Laura Bernat          | Pologne | 2 min 9 s 92  |
| 6                  | 2     | Gabriela Georgieva    | Bulgarie | 2 min 10 s 11 |
| 7                  | 1     | Dóra Molnár           | Hongrie | 2 min 11 s 01 |
| 8                  | 8     | Freya Colbert         | Royaume-Uni                                                                                                 | 2 min 11 s 22 |